# Åsne Seierstad

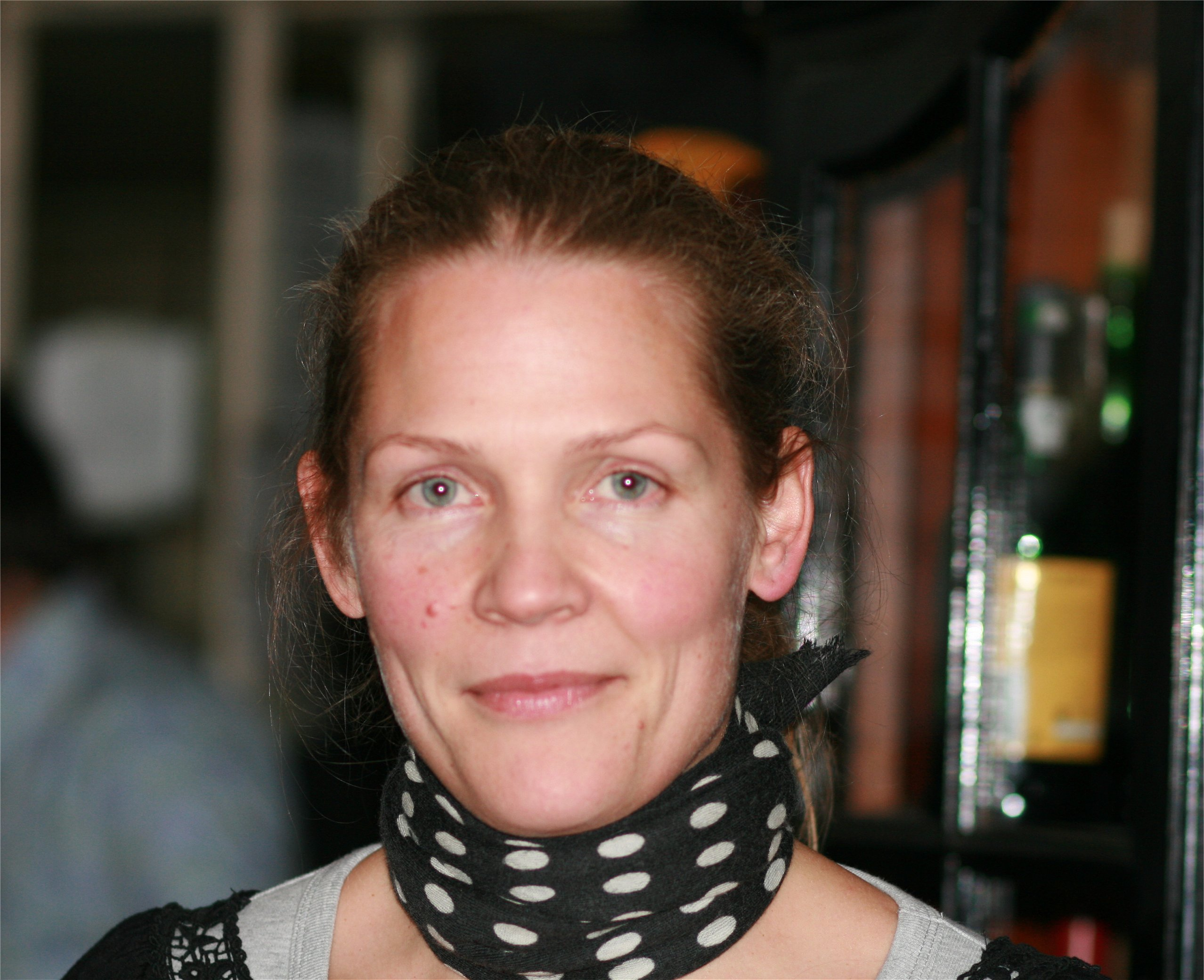
Åsne Seierstad in 2007

Åsne Seierstad (Oslo, 10 februari 1970) is een Noorse freelance journaliste en schrijfster. Ze werd is vooral bekend van haar verslagen van het leven van alledag in oorlogsgebieden, met name in Kabul, Bagdad en Grozny.

## Seierstads carrière
Åsne Seierstad studeerde aan de Universiteit van Oslo, waar ze afstudeerde in het Russisch, het Spaans en in de ideeëngeschiedenis. Van 1993 tot 1996 deed ze voor het Noorse Arbeiderbladet (sinds 1997 de Dagsavisen) verslag vanuit Rusland en vanaf 1997 vanuit China. Van 1998 tot 2000 werkte ze voor de Noorse nationale omroep Norsk Rikskringkasting, waarvoor ze reportages maakte over Kosovo. Haar eerste boek Met de rug naar de wereld, Portretten uit Servië uit 2000 is een relaas van deze jaren. In 2004 vulde ze het boek aan voor een heruitgave. De Noorse titel werd toen Med ryggen mot verden. Fremdeles. De Nederlandse vertaling kreeg dezelfde titel: Met de rug naar de wereld - Nog steeds. De Engelse uitgave echter kreeg de titel Portraits of Serbia (Portretten uit Servië). De weglating van Met de rug naar de muur in de Engelse versie moest uitdrukken dat Servië zich inmiddels niet langer afwendt van de wereld. 
Haar tweede boek, De boekhandelaar van Kaboel uit 2002, is een relaas van haar verblijf bij een gezin in Kabul, na de Oorlog in Afghanistan in 2001. Deze roman bracht in Noorwegen een debat teweeg over deze oorlog, die voordien nog geen plek had in de Noorse publieke opinie. Het boek kwam in een ander daglicht te staan nadat boekhandelaar Shah Mohammad Rais, het gezinshoofd dat Seierstad gastvrijheid had verleend, in 2003 te Noorwegen een aanklacht indiende tegen Seierstad en de uitgever van het boek, omdat de privacy van het gezin was geschonden. De aanklacht werd niet ontvankelijk verklaard. In 2005 verklaarde hij dat hij politiek asiel zocht voor zijn gezin, omdat ze in Afghanistan niet meer veilig waren nadat het boek in een illegale uitgave in Iran was verschenen. Opnieuw ontstond er discussie rond het boek, maar deze keer betrof het een discussie over het literaire genre dat Seierstad hanteerde. In juli 2010 veroordeelde de rechtbank in Oslo Seierstad tot het betalen van een schadevergoeding aan de tweede vrouw van boekhandelaar Shah Mohammad Rais wegens schending van haar privacy, een veroordeling waartegen Seierstad in beroep ging.
In Honderd-en-een dag in Bagdad uit 2003 beschrijft Seierstad de drie maanden die ze doorbracht in Irak, voorafgaand aan en tijdens de Amerikaanse invasie in Irak. In deze periode werkte ze ook als oorlogscorrespondent voor onder andere de Nederlandse actualiteitenrubriek NOVA en de Nederlandse krant Trouw. 
In 2007 verscheen De engel van Grozny, waarin ze verslag doet van de maanden die ze doorbracht in Tsjetsjenië na de Tweede Tsjetsjeense Oorlog. In 1994, aan het begin van haar carrière, bezocht Seierstad Tsjetsjenië voor het eerst. Tien jaar later keerde ze er terug. Tijdens de promotie van het boek vertelde ze dat deze reis voor haar een reis met een missie was. "Het vergeten verhaal van Tsjetsjenië moest verteld worden", aldus Seierstad.
In 2013 verscheen Seierstads boek Een van ons over moordenaar Anders Breivik.